# Ian Bell
Ian Ronald Bell (nacido el 11 de abril de 1982) es un exjugador de críquet de Inglaterra. En agosto de 2018, Bell anotó su carrera número 20.000 en el cricket de primera clase. En noviembre de 2006, el Consejo Internacional de Críquet le otorgó el premio al Jugador Emergente del Año. Fue nombrado Miembro de la Orden del Imperio Británico en los Honores de Año Nuevo de 2006. En 2008, un bateador diestro de orden superior / medio, descrito en The Times como un "estoque exquisito", con un fuerte impulso de cobertura, Bell también era un lanzador ocasional de ritmo medio con el brazo derecho y un fildeador deslizante.

## Carrera profesional
En agosto de 2004, Bell hizo su debut internacional en el partido final de la serie Test Cricket contra las Indias Occidentales en The Oval. En agosto de 2016, se anunció que Bell jugaría para los Perth Scorchers en la temporada 2016-17 de la Big Bash League.
En septiembre de 2020, Bell anunció su retiro y reveló que su último juego para Warwickshire sería un partido de Twenty20 contra Glamorgan.